# بلحظة (مسلسل)
بلحظة هو مسلسل درامي ورومانسي لبناني عُرض في شهر رمضان سنة 2017 على قناة الجديد، من إخراج أسامة شهاب الحمد، ومن إنتاج شركة الصدى برودكشن، ومن تأليف نادين جابر، وهو من بطولة زياد برجي، وكارمن لبس، وسينتيا خليفة، ومجدي مشموشي، ويوسف حداد، وناتاشا شوفاني.

## قصة العمل
تدور الأحداث حول حياة عائلتين غنيتين تتمتعان بنفوذ قوي بسبب الأعمال المشبوهة مثل تجارة المخدرات والممنوعات، والتي تشعل حرباً طويلة بينهما تؤدي إلى شلالا من الدماء، إلى أن تقررا إنهاء الخلاف من خلال تحقيق رابط مصاهرة بينهما بالزواج.

## الممثلون
- كارمن لبس (روبا)
- زياد برجي (سيف)
- يوسف حداد (جلال)
- سينتيا خليفة (نايا)
- إلسا زغيب (تالا)
- مجدي مشموشي (أديب)
- روان طحطوح (فلك)
- ناتاشا شوفاني (جنى )
- فيفيان أنطونيوس
- نيكولا مزهر (مروان)
- هيام أبو شديد
- رندة حشمة
- فؤاد شرف الدين (ضيف شرف)
- نبيل عساف
- وسام سعد
- فيصل أسطواني
- مي سحاب
- ليلى جريج
- إليان خوند
- عماد فغالي
- ربيع الحاج
- معن كوسا (ضيف شرف)
- أحمد درويش
- فيرا عماد
- منال فرج
- جاد حداد (طفل)